# 劉寵 (陳王)
陳愍王劉寵（2世紀？—197年），漢代藩王，漢明帝之子陳敬王劉羨的曾孙，陳孝王劉承之子。劉寵有勇，善弩射，十發十中，中皆同處。漢末天下大亂，劉寵擁強弩數千，領兵自守。關東諸侯興義兵討伐董卓，劉寵率軍屯駐陽夏，自稱「輔漢大將軍」。

## 生平

### 祭天訴訟
熹平二年（173年），陳國國相師遷追奏陳國前任國相魏愔與劉寵共祭天神，有不法企圖，實屬大逆不道之罪。有關官員上奏派遣使者案查此事。當時漢靈帝劉宏剛剛處罰勃海孝王劉悝，不忍心再施刑罰，於是詔命用檻車傳送魏愔、師遷到北寺詔獄，派中常侍王酺與尚書令、侍御史共同拷問。魏愔推說是與劉寵共同祭祀黃老君，求長生之福而已，沒有其他的企圖。王酺等上奏說魏愔的職責在於匡正，然而卻行為不正，師遷誣告他的國王，以不道欺騙國王，於是全部誅殺。漢靈帝下詔赦免了劉寵不做追究。

### 守衞陳國
中平年間（184年—189年），黃巾軍起事時，當時劉寵擁有數千張強弩，於是徵召境內兵士，屯駐都亭，守衛陳國。陳國人平素知道劉寵善射，因而懼怕他，不敢叛離。

### 輔漢大將軍
初平元年（190年），關東諸侯興義兵伐董，陳國相許瑒與豫州刺史孔伷合規。劉寵率領軍隊屯駐在陽夏，自稱「輔漢大將軍」。

### 陳國富強
陳國相駱俊素有威望恩德，當時天下正值饑荒，鄰郡人民多來歸附，駱俊傾力救濟幫助，來投的民眾因此得以存活。東漢末年時，王侯不再有租賦俸祿，反而常被虜掠搶奪，只有陳國富強，擁有部眾十幾萬人。
同时袁术设置陈相袁嗣。196年因被曹操攻打，袁嗣投降。

### 陳國破敗
建安二年（197年），這年饑荒，江淮間的人民相食。仲家帝袁術向陳國求糧，被駱俊所拒，袁術因此憤恨，派刺客张闿暗殺駱俊和劉寵。張闓佯裝因私事路過陳國，並到達駱俊的住所。駱俊不虞有詐，往之與他喝酒，結果被張闓詐殺。劉寵也被張闓刺殺身亡，陳國因此破敗衰落。諡號愍。

## 治下吏民
- 魏愔，陳國相。在任期間曾與陳王劉寵拜祭黃老諸神，後被師遷上書控告有不軌的企圖。
- 師遷，陳國相，接任前陳國相魏愔的位置，上書控告魏愔與陳王劉寵拜祭黃老諸神之事。
- 許瑒，汝南平輿人，許靖的從兄，陳國相，與孔伷共討董卓。
- 駱俊，會稽烏傷人，曾舉孝廉，後補任尚書侍郎，再拜為陳國相，有威望恩德。袁術向陳國求糧，被駱俊所拒，袁術因此憤恨，派刺客殺害駱俊和劉寵，
- 梁習，陳國柘人，陳國官吏。建安二年(197年)，曹操任司空時辟命他為漳縣長，後來歷任乘氏、海西和下邳縣令，都有治績。
- 袁渙，陳國扶樂人，出身郡望袁氏，為陳郡功曹時，郡中的奸吏都因袁渙而自行辭職離去。後來遷任侍御史。
  - 袁霸，袁渙堂弟，公恪有功幹，魏國初年當大司農。
  - 袁徽，袁霸弟，儒生，因天下荒亂避亂交州，司徒曾徵召他，但他不應，落評價人物。
  - 袁敏，袁徽弟，有武藝，喜好治水，官至河堤謁者。
- 何夔，陳國陽夏人，何夔年幼喪父，與母親和兄長同住，以孝友而得到稱道。與袁霸同知名於世，後來避亂淮南。
- 穎容，陳國長平人。博學多通，善《春秋左氏》，師傅太尉楊賜。郡舉孝廉，州徵辟，公車徵召，皆不接受任命。初平中 (約192年)，避亂荊州，聚徒千餘人。

## 動漫遊戲
- 《火鳳燎原》（陳某）：於宛城之戰後登場，為龐統出山初期之主公，乘着曹操於宛城兵敗困於舞陰時起兵（同時司馬家亦起兵反曹，但失敗告終），曾打敗曹洪，後死於司馬家手下刺客組織「殘兵」成員三船之手，後來其首級由司馬懿呈送於曹操，為投曹及數十年後奪權之第一步
- 《全面战争：三国》：在《受命于天》中登场，不但爱民如子，而且武艺高强。